# Championnat de Zambie de football 2001
Navigation
Saison précédente Saison suivante
La saison 2001 du Championnat de Zambie de football est la quarantième édition de la première division en Zambie. Les seize meilleures équipes du pays sont regroupées au sein d'une poule unique où elles s'affrontent deux fois, à domicile et à l'extérieur. En fin de saison, les quatre derniers du classement sont relégués et remplacés par les deux premiers de chacune des deux groupes géographiques de Zambian Second Division, la deuxième division zambienne.
C'est le Nkana FC qui remporte le championnat cette saison après avoir terminé en tête du classement, avec trois points d'avance sur le Zanaco FC et cinq sur les Kabwe Warriors FC. C'est le 11e titre de champion de Zambie de l'histoire du club.
Le vainqueur du championnat se qualifie pour la Ligue des champions de la CAF tandis que le vainqueur de la Coupe de Zambie obtient son billet pour la Coupe des Coupes. Le meilleur club non qualifié pour les deux compétitions participe à la prochaine édition de la Coupe de la CAF.

## Les clubs participants
| - Nkana FC - Power Dynamos FC - Mufulira Wanderers FC - Indeni Ndola FC - Green Buffaloes FC - Nchanga Rovers FC - Konkola Blades FC - Lusaka City Council FC - Promu de Second Division | - Red Arrows FC - Promu de Second Division - Zanaco FC - Zamsure FC - Ndola United FC - Promu de Second Division - Roan United FC - Chibuluma Modern Stars FC - Promu de Second Division - Kabwe Warriors FC - Lusaka Dynamos FC |

## Compétition
Le barème de points servant à établir les classements se décompose ainsi :
- Victoire : 3 points
- Match nul : 1 point
- Défaite : 0 point

### Classement
| Rang | Équipe                     | Pts | J  | G  | N  | P  | Bp | Bc | Diff |
| ---- | -------------------------- | --- | -- | -- | -- | -- | -- | -- | ---- |
| 1    | Nkana FC                   | 60  | 30 | 17 | 9  | 4  | 47 | 15 | +32  |
| 2    | Zanaco FC                  | 57  | 30 | 15 | 12 | 3  | 50 | 23 | +27  |
| 3    | Kabwe Warriors FC          | 55  | 30 | 15 | 10 | 5  | 51 | 20 | +31  |
| 4    | Nchanga Rovers FC          | 52  | 30 | 14 | 10 | 6  | 29 | 20 | +9   |
| 5    | Power Dynamos FCTC         | 51  | 30 | 14 | 9  | 7  | 41 | 27 | +14  |
| 6    | Mufulira Wanderers FC      | 41  | 30 | 9  | 14 | 7  | 35 | 31 | +4   |
| 7    | Green Buffaloes FC         | 37  | 30 | 11 | 6  | 13 | 31 | 31 | 0    |
| 8    | Konkola Blades FC-3        | 37  | 30 | 10 | 10 | 10 | 32 | 29 | +3   |
| 9    | Red Arrows FCP             | 36  | 30 | 7  | 15 | 8  | 24 | 29 | -5   |
| 10   | Zamsure FC                 | 36  | 30 | 10 | 6  | 14 | 24 | 38 | -14  |
| 11   | Lusaka Dynamos FC          | 33  | 30 | 8  | 9  | 13 | 32 | 38 | -6   |
| 12   | Lusaka City Council FCP    | 33  | 30 | 8  | 9  | 13 | 27 | 37 | -10  |
| 13   | Ndola United FCP           | 29  | 30 | 6  | 9  | 15 | 23 | 44 | -21  |
| 14   | Indeni Ndola FC            | 29  | 30 | 5  | 14 | 11 | 22 | 32 | -10  |
| 15   | Chibuluma Modern Stars FCP | 27  | 30 | 6  | 9  | 15 | 26 | 41 | -15  |
| 16   | Roan United FC             | 23  | 30 | 5  | 8  | 17 | 19 | 53 | -34  |

|  | Qualification pour la Ligue des champions de la CAF 2002                             |
|  | Qualification pour la Coupe des Coupes 2002                                          |
|  | Qualification pour la Coupe de la CAF 2002                                           |
|  | Relégation directe en Second Division                                                |
|  | T : Tenant du titre C : Vainqueur de la Coupe de Zambie P : Promu de Second Division |

- Konkola Blades FC reçoit une pénalité de trois points pour avoir aligné des joueurs suspendus lors d'une rencontre de championnat.

## Bilan de la saison
| Championnat de Zambie de football 2001 |                           |
| Champion                               | Nkana FC (11e titre)      |
| Coupes et trophées                     |                           |
| Vainqueur de la Coupe de Zambie 2001   | Power Dynamos FC          |
| Qualifications continentales           |                           |
| Ligue des champions de la CAF 2002     | Nkana FC                  |
| Coupe des Coupes 2002                  | Zanaco FC                 |
| Coupe de la CAF 2002                   | Kabwe Warriors FC         |
| Promotions et relégations              |                           |
| Promus en Premier League               | Kitwe United FC           |
| Promus en Premier League               | Forest Rangers FC         |
| Promus en Premier League               | Nkwazi FC                 |
| Promus en Premier League               | City of Lusaka FC         |
| Relégués en Second Division            | Ndola United FC           |
| Relégués en Second Division            | Indeni Ndola FC           |
| Relégués en Second Division            | Chibuluma Modern Stars FC |
| Relégués en Second Division            | Roan United FC            |